# Thorsten Weidner
Thorsten Weidner (ur. 29 grudnia 1967 w Lauda) – niemiecki szermierz, florecista, dwukrotny medalista olimpijski i wielokrotny medalista mistrzostw świata.
Na igrzyskach olimpijskich w Seulu w 1988 roku wspólnie z Mathiasem Geyem, Ulrichem Schreckiem, Matthiasem Behrem i Thomasem Endresem zdobył drużynowo srebrny medal. W rywalizacji indywidualnej nie startował. Brał również udział w igrzyskach olimpijskich w Barcelonie w 1992 roku, gdzie reprezentacja zjednoczonych już Niemiec w składzie: Udo Wagner, Ulrich Schreck, Thorsten Weidner, Alexander Koch i Ingo Weißenborn zwyciężyła w zawodach drużynowych. Indywidualnie zajął tam 25. miejsce.
Podczas mistrzostw świata w Barcelonie w 1985 roku wspólnie z Haraldem Heinem, Matthiasem Behrem, Klausem Reichertem i Ulrichem Schreckiem zdobył srebrny medal w zawodach drużynowych. W tej samej konkurencji zdobywał następnie złoty medal na mistrzostwach świata w Lozannie (1987) i mistrzostwach świata w Essen (1993) oraz srebrne podczas mistrzostw świata w Sofii (1986), mistrzostw świata w Denver (1989), mistrzostw świata w Budapeszcie (1991) i mistrzostw świata w Atenach (1994). Ponadto zdobył srebrny medal indywidualnie podczas mistrzostw świata w Budapeszcie w 1991 roku (przegrywając w finale z Ingo Weißenbornem) oraz brązowy na mistrzostwach świata w Atenach trzy lata później (plasując się za Kubańczykiem Rolando Tuckerem i Włochem Alessandro Puccinim).
Wywalczył również brązowy medal w turnieju indywidualnym podczas mistrzostw Europy w Linzu w 1993 roku.

## Starty olimpijskie (medale)
Seul 1988
- floret drużynowo –  srebro

Barcelona 1992
- floret drużynowo –  złoto